# Pluma y martillo

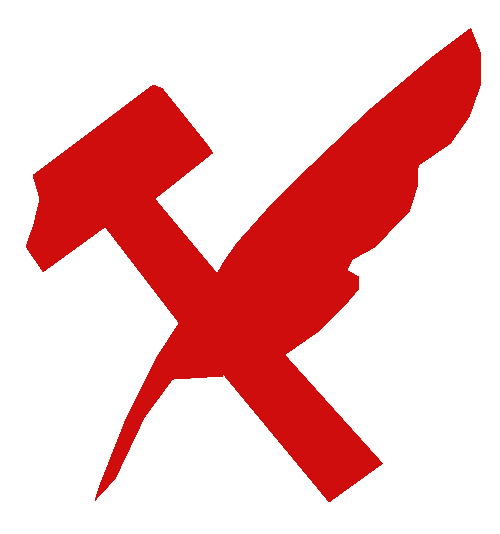
La pluma y el martillo, símbolo del radicalismo argentino.

La pluma y el martillo es un símbolo que representa la unión de los trabajadores urbanos con los intelectuales, o del trabajo con la inteligencia, utilizado como insignia por las organizaciones radicales en Argentina. Su origen se remonta al escudo original de la Unión Cívica Radical aprobado en la convención de 1931. La disposición y forma guardan un curioso parecido con la hoz y martillo comunistas, una marcada influencia de la Unión Cívica Radical.

## Origen
Se cree que surge por primera vez junto al primer escudo de la Unión Cívica Radical, creado en 1931 por dibujantes anónimos para ilustrar la transcripción de su Convención Nacional, y que ya incluía en su parte inferior a la pluma y el martillo, aunque no se descarta que este símbolo no haya surgido con anterioridad. Este símbolo probablemente fue adoptado por el Partido Nacional Social Checo, un partido miembro de la Internacional Radical, que utilizó una pluma y un martillo como símbolo desde su fundación en 1897. 
Aquel año no fue uno cualquiera para el radicalismo, ya que hacía sólo un año, Hipólito Yrigoyen había sido derrocado por un golpe militar de corte nacionalista y los dirigentes radicales eran perseguidos y encarcelados, lo que obligó a muchos a exiliarse en el exterior. Por tanto, con este emblema y el escudo se buscaba afianzar y reivindicar la identidad de la Unión Cívica Radical.

## Significado
Hay muchas interpretaciones respecto a su significado, aunque ninguna dista mucho de la otra. En un sentido estrictamente objetivo, se dice que simboliza la unión entre los trabajadores de las ciudades con los intelectuales, dos sectores de importante influencia en el origen de la Unión Cívica Radical.
Otras interpretaciones, más poéticas pero con la misma lógica, señalan que el emblema simboliza la unión entre la cultura y el trabajo, o de la inteligencia y el trabajo.
Según el intelectual y político radical Gabriel del Mazo:

"Un martillo y una pluma, es decir los símbolos del trabajo urbano allí solidarizados, porque todos somos obreros de nuestras obras y todos trabajamos a la vez con las manos y la inteligencia, así sea el escritor y el electricista (...) representan la cultura y el trabajo. El emblema expresa así una aspiración de la República: el trabajo para alcanzar y sostener la cultura, la cultura acompañando al trabajo, para dignificarlo imprimiéndole sentido humano y nacional".

## Uso
Además de ser utilizado desde 1931 en el escudo de la Unión Cívica Radical, también forma parte de los estandartes de muchas organizaciones y grupos internos del radicalismo. Los siguientes son solamente algunos ejemplos:

Pluma y martillo en el escudo de la UCR.
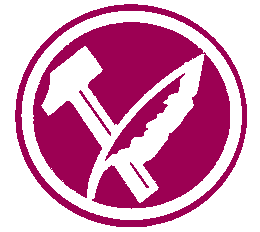
Emblema de la Franja Morada.
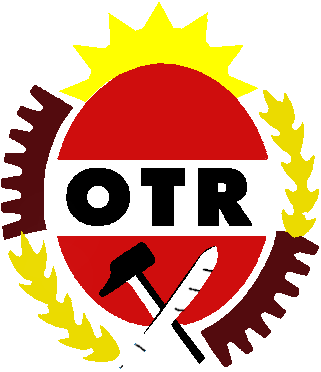
Escudo de la Organización de Trabajadores Radicales.
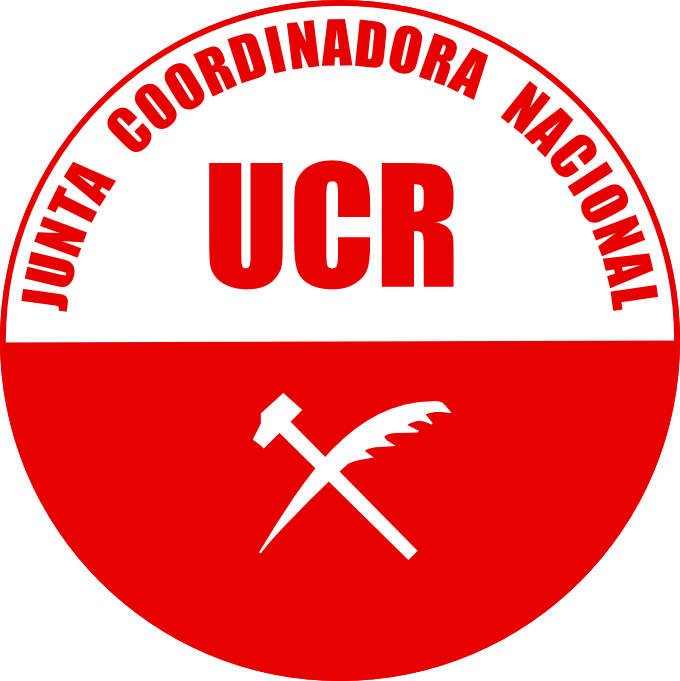
Insignia utilizada por la Junta Coordinadora Nacional.
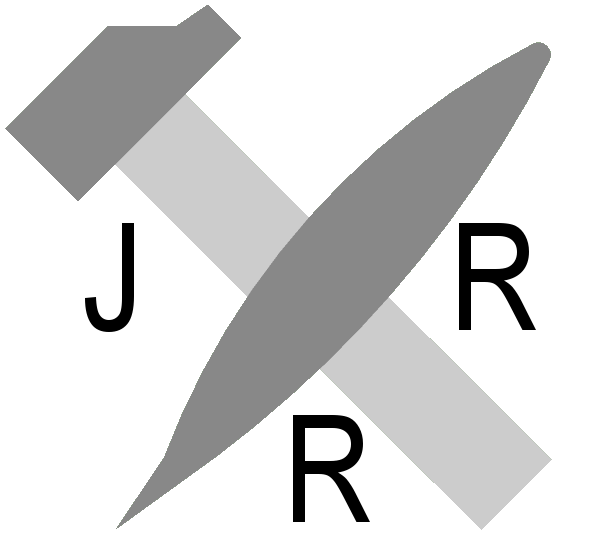
Emblema de la Juventud Radical Revolucionaria.
Emblema de la Partido Nacional Social Checo.